# Annelies von Ribbentrop
Anna Elisabeth „Annelies“ von Ribbentrop, geborene Henkell (* 12. Januar 1896 in Mainz; † 5. Oktober 1973 in Wuppertal), war die Ehefrau des NS-Außenministers Joachim von Ribbentrop. Sie veröffentlichte nach seinem Tod dessen Aufzeichnungen.

## Leben
Anna Elisabeth war eine Tochter des Unternehmers Otto Henkell, Inhaber der Henkell & Co. Sektkellerei, und dessen Frau Katharina, genannt Käthe, geborene Michel. Sie wuchs in Biebrich bei Wiesbaden auf. Anna Elisabeth wurde, und so ist dann auch der Gebrauch ihres Vornamens geblieben, Annelies genannt. Bei einem Tennisspiel lernte sie Joachim Ribbentrop, ehemaliger Oberleutnant und Mitglied der Militärmission in Konstantinopel, kennen und ging mit ihm am 5. Juli 1920 in Wiesbaden die Ehe ein. Sie lebten in Berlin-Dahlem und hatten fünf gemeinsame Kinder. Ihr Haus in Berlin-Dahlem wurde bereits in den 1920er Jahren zu einer Begegnungsstätte politischer und wirtschaftlicher Prominenz. Da sich ihr Mann 1925 von einer entfernten 1884 geadelten Tante, Gertrud von Ribbentrop, adoptieren ließ, führte die Familie ab diesem Zeitpunkt den Familiennamen von Ribbentrop.
Joachim von Ribbentrop hatte Adolf Hitler 1932 kennengelernt und trat am 1. Mai 1932 der NSDAP bei. Seinem Beispiel folgend, vollzog Annelies von Ribbentrop kurze Zeit darauf ebenfalls diesen Schritt. In den Jahren 1932 bis 1933 gehörte Hitler zeitweilig zu den Gästen des Hauses Ribbentrop, da sich Joachim von Ribbentrop nach der Reichstagswahl Juli 1932 angeboten hatte, zwischen Reichskanzler Franz von Papen und Hitler Gespräche zu vermitteln. Mehrfache Geheimgespräche fanden statt, wobei sie z. T. Protokoll führte. Im September 1935 wurde Adolf von Ribbentrop geboren, welcher Patensohn von Hitler wurde. Die Taufe in der Dahlemer Gemeinde in Berlin wurde durch Martin Niemöller verweigert. Annelies beschwerte sich direkt bei Hitler, fand aber einen anderen Taufpfarrer. Am Ende des Krieges suchte Annelies von Ribbentrop kurzzeitig Zuflucht im Rheinland; 1945 wurde sie im Internierungslager Dachau inhaftiert. Joachim von Ribbentrop, der sich in Hamburg einen Unterschlupf gesucht hatte, wurde am 14. Juni 1945 von britischen Militärangehörigen festgenommen.
Annelies von Ribbentrop veröffentlichte die Aufzeichnungen ihres am 1. Oktober 1946 vom Internationalen Militärtribunal in Nürnberg als Kriegsverbrecher zum Tode verurteilten und am 16. Oktober 1946 hingerichteten Mannes im von Helmut Sündermann geleiteten geschichtsrevisionistischen Druffel-Verlag in Leoni am Starnberger See. Außerdem veröffentlichte sie ein Buch über „die Ursachen des Zweiten Weltkriegs“.
1973 erhielt sie auf dem Jahreskongress der rechtsextremen Gesellschaft für freie Publizistik (GfP) in Bad Godesberg die Ulrich-von-Hutten-Medaille.

## Schriften (Auswahl)
- Hrsg.: Zwischen London und Moskau. Erinnerungen und letzte Aufzeichnungen. Druffel, Leoni am Starnberger See 1953.
- Verschwörung gegen den Frieden. Studien zur Vorgeschichte des Zweiten Weltkrieges. Druffel, Leoni am Starnberger See 1962.
- Deutsch-englische Geheimverbindungen. Britische Dokumente der Jahre 1938 und 1939 im Lichte der Kriegsschuldfrage (= Veröffentlichungen des Institutes für Deutsche Nachkriegsgeschichte, Band 4). Verlag der Deutschen Hochschullehrer-Zeitung, Tübingen 1967.
- Die Kriegsschuld des Widerstandes. Aus britischen Geheimdokumenten 1938/39 (= Deutsche Argumente, 2). 2. Auflage, Druffel, Leoni am Starnberger See 1975, ISBN 3-8061-0660-6.